# Беверли Силлс
Бе́верли Силлс (Силлз; англ. Beverly Sills; имя при рождении Белль Мириам Силверман (англ. Belle Miriam Silverman); 25 мая 1929, Нью-Йорк — 2 июля 2007, там же) — американская оперная певица (лирико-колоратурное сопрано). С 1955 по 1975 годы — примадонна Нью-Йоркской городской оперы. Прославилась, в первую очередь, виртуозной техникой колоратуры. Диапазон её ролей был предельно широк — от лёгких комических до крайне драматичных, от барокко до произведений современных ей композиторов.

## Биография
Родилась в Бруклине в семье музыкантши и страхового брокера, еврейских эмигрантов из Одессы и Бухареста. С раннего детства отличалась способностями к музыке и лингвистике (могла говорить на пяти языках). Свой первый музыкальный конкурс выиграла в три года, а с четырёх лет уже выступала на радио. Обучаться пению начала в семь лет, в восемь впервые снялась в короткометражном музыкальном фильме, тогда же придумав себе псевдоним, основанный на игре слов с Беверли-Хиллс.
Карьеру начинала в опереттах и других произведениях лёгкого жанра: дебют на концертной сцене состоялся в 1945 году, на театральной — два года спустя. В 1950-е годы брала уроки у Розы Понсель. В 1953 году пела у Туллио Серафина в «Дон Жуане». В 1956 году вышла замуж за бостонского журналиста Питера Гриноу (1917—2006). Тяжёлые обстоятельства жизни их детей — один из которых родился глухим, а другой — умственно отсталым и страдал эпилепсией — вынудили Силлс покинуть сцену в 1961 году. 
Два года спустя глава Нью-Йоркской городской оперы, Юлиус Рудель, убедил певицу, что возвращение на сцену поможет ей обрести утраченное душевное равновесие. Критики отмечали, что Силлс вернулась более зрелой, умудрённой. В 1966 году обратило на себя всеобщее внимание исполнение ею в театре Руделя роли Клеопатры в постановке прочно забытой к тому времени оперы Генделя «Юлий Цезарь». 
После записи «Юлия Цезаря» посыпались предложения из Европы, где 36-летняя Силлс до того времени была известна мало и выступала нечасто. В 1967 г. она впервые появилась на сцене Венской оперы, в 1968 — в театре Колон, в 1969 — в Ла-Скала и в 1970 — в Ковент-Гардене. Параллельно с 1968 года блистала у Руделя в роли Манон (в одноимённой опере Массне), став одной из эталонных исполнительниц этой партии.
В первой половине 1970-х наивысший успех сопутствовал Силлс в постановках опер Доницетти.  Три его оперы на темы из английской истории XVI века («Роберто Деверё», «Мария Стюарт», «Анна Болейн») она помогла вернуть из забвения. Её техника бельканто в третьей четверти XX века признавалась одной из лучших в мире. На рубеже 1960-х и 1970-х она также считалась одной из самых убедительных актрис оперного мира. Тем не менее на прославленной сцене Метрополитен-оперы эта жительница Нью-Йорка впервые выступила только в 45 лет (из-за конфликта с ранее возглавлявшим этот театр Р. Бингом).
Силлс часто появлялась у Джонни Карсона и в иных американских вечерних ток-шоу, популяризируя оперное искусство; известна серия «Маппет-шоу», где она пытается перещеголять высокими нотами мисс Пигги. В конце 1970-х вела на телевидении собственную передачу, которая удостоилась премии «Эмми». Распространено мнение, что износ её голоса ускорило частое исполнение таких сложных и драматичных партий, как королева Елизавета в «Роберте Деверё». На пике карьеры она выступала не менее 100 раз за год. 
В 1980 году Силлс завершила певческую карьеру исполнением роли Розалинды в «Летучей мыши», в которой она в своё время дебютировала в Нью-Йоркской опере, и на протяжении десяти последующих лет руководила этим театром. В 1994 году возглавила Линкольн-центр, в 2003 — Метрополитен-оперу, уйдя на пенсию в 2005 году. Среди многочисленных наград — почётная степень Гарвардского университета (1974), Президентская медаль Свободы (1980) и Национальная медаль искусств (1990).
Винченцо Беллини
- «Капулетти и Монтекки» — Джульетта
- «Пуритане» — Эльвира
- «Норма» — Норма

Жорж Бизе
- «Кармен» — Фраскита / Микаэла / Кармен
- «Искатели жемчуга» — Лейла

Арриго Бойто
- «Мефистофель» — Елена

Гюстав Шарпантье
- «Луиза» — Луиза

Гаэтано Доницетти
- «Анна Болейн» — Анна Болейн
- «Дон Паскуале» — Норина
- «Дочь полка» — Мария
- «Любовный напиток» — Адина
- «Лючия ди Ламмермур» — Лючия
- «Лукреция Борджиа» — Лукреция
- «Мария Стюарт» — Мария Стюарт
- «Роберто Деверё» — Елизавета I

Шарль Гуно
- «Фауст» — Маргарита

Георг Фридрих Гендель
- «Ариодант» — Гиневра
- «Юлий Цезарь в Египте» — Клеопатра
- «Семела» — Семела

Ховард Хансон
- «Весёлая гора» — леди Мэриголд Сэндис

Пауль Хиндемит
- «Туда и обратно» — Елена

Имре Кальман
- «Марица» — графиня Марица

Франц Легар
- «Весёлая вдова» — Гризетка / Ганна Главари

Руджеро Леонкавалло
- «Паяцы» — Недда

Жюль Массне
- «Манон» — Манон
- «Таис» — Таис

Джанкарло Менотти
- «Хуана Безумная» — Хуана

Джакомо Мейербер
- «Гугеноты» — Маргарита

Итало Монтемецци
- «Любовь трёх королей» — Фьора

Дуглас Мур
- «Баллада о Бейби Доу» — Елизавета
- «Крылья голубки» — Милли Тил

Вольфганг Амадей Моцарт
- «Директор театра» — мадам Зильберкланг
- «Похищение из Сераля» — Констанца
- «Волшебная флейта» — Царица Ночи
- «Дон Жуан» — Донна Эльвира / Донна Анна
- «Свадьба Фигаро» — графиня Альмавива

Жак Оффенбах
- «Сказки Гофмана» — Антония / Олимпия / Джульетта

Джакомо Пуччини
- «Богема» — Мюзетта / Мими
- «Джанни Скикки» — Лауретта
- «Сестра Анжелика» — Сестра Анжелика
- «Плащ» — Жоржетта
- «Тоска» — Тоска

Жан-Филипп Рамо
- «Ипполит и Арисия» — Арисия

Николай Римский-Корсаков
- «Золотой петушок» — Шемаханская царица

Зигмунд Ромберг
- «Принц-студент» — Кэтти

Джоаккино Россини
- «Севильский цирюльник» — Розина
- «Турок в Италии» — Фьорилла
- «Осада Коринфа» — Памира

Иоганн Штраус
- «Летучая мышь» — Розалинда / Адель

Рихард Штраус
- «Электра» — Девушка-прислужница

Артур Салливан
- «Корабль Её Величества „Пинафор“» — Джозефина
- «Пираты Пензаса» — Мабель

Франц Зуппе
- «Прекрасная Галатея» — Галатея

Пётр Чайковский
- «Черевички» — Оксана

Амбруаз Тома
- «Миньона» — Филина

Джузеппе Верди
- «Аида» — Аида
- «Травиата» — Виолетта
- «Риголетто» — Джильда

Рихард Вагнер
- «Валькирия» — Герхильда

Хьюго Вейсгал
- «Шесть героев в поисках Автора» — Колоратура